# Colonia Echeverría, Hidalgo
Colonia Echeverría är en ort i Mexiko.   Den ligger i kommunen Acatlán och delstaten Hidalgo, i den sydöstra delen av landet, 110 km nordost om huvudstaden Mexico City. Colonia Echeverría ligger 2 286 meter över havet och antalet invånare är 239.
Terrängen runt Colonia Echeverría är platt åt nordost, men åt sydväst är den kuperad. Runt Colonia Echeverría är det ganska tätbefolkat, med 75 invånare per kvadratkilometer. Närmaste större samhälle är Tulancingo, 13,5 km sydost om Colonia Echeverría. Omgivningarna runt Colonia Echeverría är en mosaik av jordbruksmark och naturlig växtlighet.